# Comerç marítim de pells

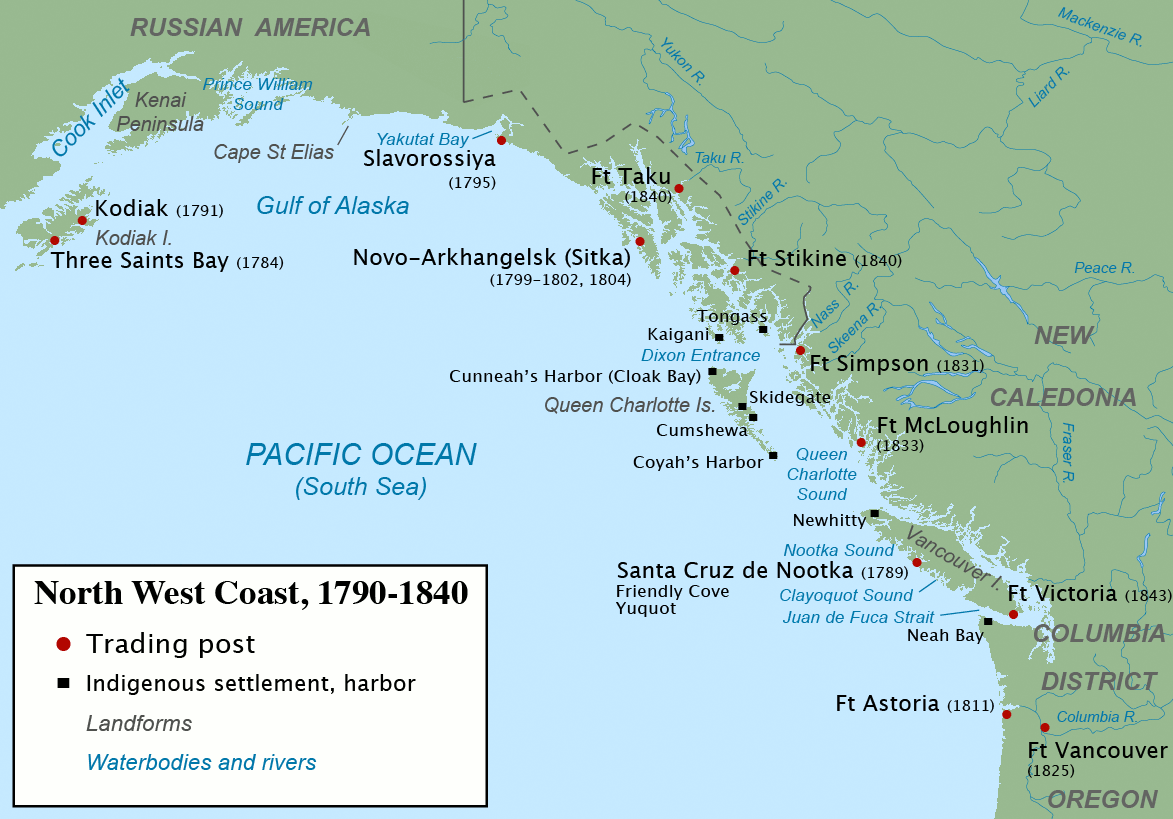
La costa nord-oest durant l'època del comerç marítim de pells (1790–1840)

Es coneix com a comerç marítim de pells el comerç de pells marines capturades a la costa del nord-oest pacífic des de mitjans del segle xviii fins a mitjans del segle xix, que eren transportades per vaixell a la Xina, on es venien o intercanviaven per altres mercaderies. Se centrava en l'adquisició de pells de llúdria marina i altres animals dels pobles indígenes de la costa del nord-oest pacífic i indígenes d'Alaska, unes pells que després es venien sobretot a la Xina a canvi de te, seda, porcellanes i altres productes xinesos, que després es venien a Europa i els Estats Units. Aquest comerç de pells fou iniciat pels russos, que es desplaçaven cap a l'est des de la península de Kamtxatka, seguint la cadena de les illes Aleutianes, fins a arribar a la costa meridional d'Alaska. Els britànics i estatunidencs s'hi uniren a la dècada del 1780, centrant-se en allò que avui en dia és la costa de la Colúmbia Britànica. El comerç florí al voltant del canvi al segle xix i entrà en un llarg període de declivi a la dècada del 1810. A mesura que la població de llúdries marines s'esgotava, el comerç de pells es diversificà i transformà, buscant nous mercats i productes bàsics sense deixar de centrar-se en la costa nord-oest i la Xina. Durà fins a mitjans del segle xix. Els russos controlaven la majoria de la costa d'allò que avui és Alaska durant tota aquella època. La costa sud d'Alaska veié una forta competència entre ells i els bucs mercants britànics i estatunidencs. Els britànics foren els primers a operar en el sector sud, però foren incapaços de competir amb els estatunidencs, que dominaren des de la dècada del 1790 fins a la dècada del 1830. La Companyia de la Badia de Hudson, del Regne Unit, entrà al comerç de la costa a la dècada del 1820, amb la intenció de foragitar-ne els estatunidencs, cosa que aconseguí al voltant del 1840. En el seu últim període, el comerç marítim de pells es duia a terme en gran manera pels britànics de la Companyia de Hudson i els russos de la Companyia Russo-Americana.
El comerç marítim de pells integrà la costa de la regió del nord-oest pacífic en una vasta i nova xarxa de comerç internacional d'abast mundial, centrada en el nord de l'oceà Pacífic i basada en el capitalisme, tot i que no, en gran part, en el colonialisme. Amb la vinculació de la costa del nord-oest pacífic, la Xina, les illes Hawaii (descobertes recentment pel món occidental), el Regne Unit i els Estats Units (especialment de Nova Anglaterra) sorgí una xarxa de comerç triangular. Aquest comerç tingué un efecte important sobre els pobles indígenes de la costa del nord-oest pacífic, especialment els pobles aleutians, tlingit, haida, nuu-chah-nulth i chinook. Hi hagué un ràpid augment de la riquesa entre els nadius costaners, a més de més armament, potlatch, esclavitud i despoblació, a causa sobretot de les epidèmies. Tanmateix, la cultura indígena no fou substituïda per aquest ràpid canvi, sinó que clarament florí, com ho demostren la importància dels tòtems, les creixents crestes tradicionals de la noblesa, i l'argot chinook, que continua sent un aspecte distintiu de la cultura del nord-oest pacífic i es desenvolupà durant aquella època. La societat nadiua hawaiana es veié afectada de manera similar per l'afluència sobtada de riquesa i tecnologia occidentals, així com per les seves epidèmies. L'efecte del comerç a la Xina i Europa fou mínim, però per a Nova Anglaterra, aquest comerç i els seus significatius beneficis ajudaren a revitalitzar la regió, contribuint a la seva transformació d'una societat agrària a una d'industrial. Les riqueses generades s'invertiren en el desenvolupament industrial, especialment en fàbriques tèxtils, que tingueren un gran efecte en l'esclavitud als Estats Units, augmentant la demanda de cotó i ajudant a fer possible la ràpida expansió del sistema de plantacions arreu del Deep South.
Les pells més rendibles eren les de llúdria marina, especialment les de la llúdria marina septentrional, que vivia en aigües costaneres entre el riu Columbia al sud i la badia de Cook al nord. Les pells de llúdries marines meridionals, en canvi, eren menys preuades. Després que la llúdria marina septentrional s'extingís localment a causa de la caça, els comerciants marítims de pells es desplaçaren a Califòrnia, on també portaren la llúdria marina meridional a la vora de l'extinció. Els comerciants marítims de pells britànics i estatunidencs duien les pells al port xinès de Canton, on treballaven en el marc del sistema de Canton. La majoria de les pells obtingudes a l'Amèrica russa es venien a la Xina a través de la localitat comercial mongola de Kiakhta, que s'havia obert als mercaders russos en virtut del tractat de Kiakhta (1727).
L'expressió «comerç marítim de pells» fou encunyada pels historiadors per distingir el comerç de pells costaner, basat en el transport en vaixells, del comerç continental, basat en el transport per terra, per exemple, el que duien a terme els factors de la Companyia del Nord-oest (NWC) o l'American Fur Company. Històricament, aquest comerç no fou conegut per aquest nom, sinó que se solia anomenar «comerç de la costa nord-oest» (North West Coast trade) o «comerç del nord-oest» (North West Trade).